# 伊格纳西奥·罗德里格斯
伊格纳西奥·罗德里格斯（西班牙語：Ignacio Rodríguez，1956年7月12日—2025年5月19日），墨西哥男子足球运动员，司职守门员。他曾代表墨西哥国家队参加1986年国际足联世界杯，结果队伍止步八强赛。